# Odescalchi

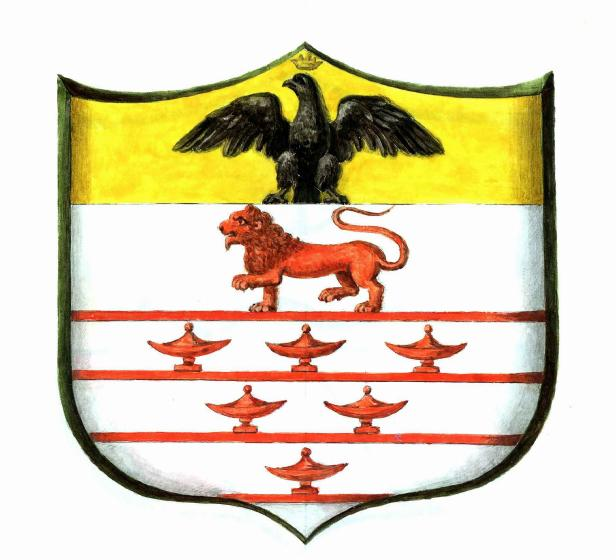
Ätten Odescalchis vapen.

Odescalchi är italiensk adelsätt från Lombardiet, känd sedan slutet av 1200-talet.
Benedetto Odescalchi var 1679–1689 påve under namnet Innocentius XI. Med hans brorson Livio Odescalchi utslocknade ättens huvudlinje. En adopterad furstlig ätt och en yngre adlig linje fortlever.